# Volkshochschule Menden-Hemer-Balve
Die Volkshochschule Menden-Hemer-Balve ist eine kommunale Weiterbildungseinrichtung der Städte Menden (Sauerland), Hemer und Balve im Märkischen Kreis (Nordrhein-Westfalen). Die VHS wurde 1975 gegründet, Sitz des Zweckverbands ist das Haus der VHS in Menden.

## Geschichte

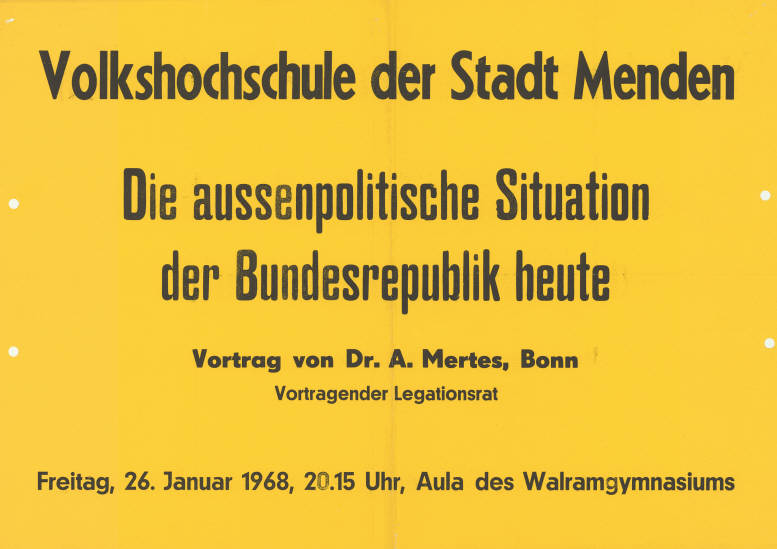
Veranstaltungshinweis auf einen Vortrag bei der damaligen VHS Menden, 1968

1946 wurde die Volkshochschule Menden gegründet. Zwei Jahre später nahm auch die VHS Hemer ihren Dienst auf, deren erster Leiter der Leiter der Friedrich-Leopold-Woeste-Gymnasiums, Rudolf Deidert, war. Nach 21 Kursen und Seminaren im ersten Semester 1948, sank die Zahl der Veranstaltungen nach der Währungsreform 1948 deutlich. In den frühen 1950er-Jahren nahm die Zahl der Kurse wieder zu.
Die VHS Menden–Hemer–Balve wurde 1975 durch den Zusammenschluss der zuvor eigenständigen Volkshochschulen der drei benachbarten Kommunen gebildet, um gemeinsam ein größeres Themenspektrum abdecken zu können. Vorsteher des zuständigen Zweckverbandes ist seit Dezember 2020 der Mendener Bürgermeister Roland Schröder, der auch im VHS-Verwaltungsrat sitzt. Seine Amtskollegen aus Balve und Hemer sind dort ebenfalls Mitglieder.
Für die Landesgartenschau Hemer 2010 bildete die VHS die 60 offiziellen Gästeführer aus und bot 100 zusätzliche Kurse auf dem LGS-Gelände an.
Langjähriger Leiter der VHS Menden-Hemer-Balve war der Hemeraner Hans-Hermann Stopsack. 2003 übernahm Peter Gausepohl die Leitung, der nach dem Eintritt in den Ruhestand 2011 von Achim Puhl abgelöst wurde. Ab Januar 2020 war Lena Schwerdtner VHS-Leiterin, auf die im März 2023  Mirko Henry Ignatz folgte.

## Sitz
Sitz des VHS-Zweckverbandes ist das Haus der VHS an der Unteren Promenade 28 in Menden. Zweigstellen gibt es im Sauerlandpark Hemer sowie in der Alten Volksschule am St.-Johannes-Platz in Balve. Seminarräume befinden sich außerdem im Stadtteiltreff in Lendringsen. Darüber hinaus werden Schulen, Turnhallen und Schwimmbäder in allen drei Städten des Zweckverbandes für VHS-Veranstaltungen genutzt.